# Joan Guetschow
Joan Elizabeth Guetschow (ur. 6 września 1966 w Akron) – amerykańska biathlonistka. W Pucharze Świata zadebiutowała 19 lutego 1991 roku w Lahti, zajmując 16. miejsce w sprincie. Tym samym już w swoim debiucie zdobyła pierwsze punkty. Nigdy nie stanęła na podium zawodów pucharowych. Najlepsze wyniki osiągnęła w sezonie 1991/1992, kiedy zajęła 36. miejsce w klasyfikacji generalnej. W 1991 roku wystąpiła na mistrzostwach świata w Lahti, gdzie zajęła 16. miejsce sprincie i siódme w sztafecie. Podczas rozgrywanych dwa lata później mistrzostw świata w Borowcu zajęła 17. miejsce w biegu indywidualnym, 52. miejsce w sprincie i ósme w sztafecie. W 1992 roku wystartowała na igrzyskach olimpijskich w Albertville, gdzie uplasowała się na 64. pozycji w sprincie. Brała też udział w igrzyskach w Lillehammer dwa lata później, zajmując 17. miejsce w biegu indywidualnym, 52. miejsce w sprincie i ósme w sztafecie.
W 2004 roku zawarła związek małżeński ze swoją partnerką, skeletonistką Tricią Stumpf.

## Osiągnięcia

### Igrzyska olimpijskie
| Rok  | Miejscowość | Konkurencje | Konkurencje | Konkurencje | Konkurencje | Konkurencje | Konkurencje | Konkurencje |
| Rok  | Miejscowość | IN          | SP          | PU          | MS          | RL          | MR          | SR          |
| ---- | ----------- | ----------- | ----------- | ----------- | ----------- | ----------- | ----------- | ----------- |
| 1992 | Albertville | –           | 64.         | nd.         | nd.         | –           | nd.         | –           |
| 1994 | Lillehammer | 17.         | 52.         | nd.         | nd.         | 8.          | nd.         | –           |

### Mistrzostwa świata
| Rok  | Miejscowość | Konkurencje | Konkurencje | Konkurencje | Konkurencje | Konkurencje | Konkurencje | Konkurencje |
| Rok  | Miejscowość | IN          | SP          | PU          | MS          | RL          | MR          | SR          |
| ---- | ----------- | ----------- | ----------- | ----------- | ----------- | ----------- | ----------- | ----------- |
| 1991 | Lahti       | –           | 16.         | nd.         | nd.         | 7.          | nd.         | –           |
| 1993 | Borowec     | 64.         | 29.         | nd.         | nd.         | 11.         | nd.         | –           |

### Puchar Świata

#### Miejsca w klasyfikacji generalnej
| Sezon     | Miejsce |
| --------- | ------- |
| 1990/1991 | 59.     |
| 1991/1992 | 36.     |
| 1992/1993 | 41.     |
| 1993/1994 | -       |